# 土倫海戰
土倫海戰發生於1744年2月22日至23日，是奧地利王位繼承戰爭中發生在土倫附近的一場海戰。一支法西聯合艦隊和英国的地中海舰队交战。最終英國艦隊被迫撤離。
對於英国，这场战斗被认为是惨痛的失败。法西舰队成功突破了英国的封锁并给英国人造成了慘痛的傷亡，导致英国人撤退到梅诺卡岛。這場海戰後法西兩國控制了地中海，使得義大利戰場由法西聯軍大獲全勝。